# Anne Bauchens
Anne Bauchens (2 de febrero de 1882 – 7 de mayo de 1967) fue una montadora de cine estadounidense. En 1940, se convirtió en la primera mujer en obtener un premio Óscar en la categoría de Mejor montaje, por la película Policía montada del Canadá.

## Carrera
Bauchens trabajó junto al director Cecil B. DeMille durante más de cuarenta años. Cuando se creó la categoría del Óscar al mejor montaje, en 1934, Bauchens recibió una de las tres nominaciones por su trabajo en Cleopatra. Seis años después ganaría el premio por la película Policía montada del Canadá.
DeMille fue quien enseñó a Bauchens todo lo relacionado con las tareas de montaje cinematográfico, y ambos compartieron el crédito en el primer trabajo de Bauchens, la película Carmen, de 1915. Antes de 1918, DeMille había montado y dirigido todas sus películas él mismo. Después de Carmen y We Can't Have Everything (1918), Bauchens dejó de compartir los créditos de montaje con DeMille y se convirtió en la montadora de cine oficial del director, tarea que llevaría a cabo hasta 1956, con la película Los diez mandamientos. Bauchens recibiría dos nominaciones más a los premios Óscar, por El mayor espectáculo del mundo en 1952 y por Los diez mandamientos en 1956. En total, montó cuarenta y un películas dirigidas por DeMille, y veinte más de otros directores.

## Críticas
Pese a su larga carrera y sus numerosos premios, el trabajo de Bauchens no estuvo exento de críticas, en especial el que respecta a su colaboración con DeMille. Margaret Booth, otra distinguida montadora de cine, dijo en 1965: "Anne Bauchens es la montadora más antigua del negocio. Ya llevaba años en él cuando entré yo. Creo que DeMille era un mal montador, y hacía que ella pareciera una mala montadora. Creo que Anne podría haber sido una buena montadora, pero tuvo que lidiar con él, lo que era un problema".

## Premios y distinciones
Premios Óscar
| Año  | Categoría     | Película  | Resultado |
| ---- | ------------- | --------- | --------- |
| 1935 | Mejor montaje | Cleopatra | Nominada  |